# Satyrium saepium
Satyrium saepium is een vlinder uit de familie van de Lycaenidae. De wetenschappelijke naam van de soort werd als Thecla saepium in 1852 gepubliceerd door Jean Baptiste Boisduval.

## Ondersoorten
- Satyrium saepium saepium
  - = Ignata illepida Johnson, 1992
- Satyrium saepium chalcis (Edwards, 1869)
- Satyrium saepium fulvescens (H. Edwards, 1877)
- Satyrium saepium chlorophora (Watson & Comstock, 1920)
- Satyrium saepium provo (Watson & Comstock, 1920)
- Satyrium saepium rubrotenebrosum Emmel, Emmel & Mattoon, 1998
- Satyrium saepium caliginosum Emmel, Emmel & Mattoon, 1998
- Satyrium saepium subaridum Emmel, Emmel & Mattoon, 1998
- Satyrium saepium obscurofuscum Austin, 1998
- Satyrium saepium latalinea Austin & Savage, 1998